# بريد إلكتروني
البريد الإلكتروني هو وسيلة لنقل واستقبال الرسائل باستخدام الأجهزة الإلكترونية. وقد تم تصوره في أواخر القرن العشرين كنسخة رقمية من البريد أو نظير له (ومن هنا جاءت التسمية e- + mail). البريد الإلكتروني هو وسيلة اتصال واسعة الانتشار ومستخدمة على نطاق واسع؛ وفي الاستخدام الحالي، غالبًا ما يتم التعامل مع عنوان البريد الإلكتروني كجزء أساسي وضروري للعديد من العمليات في الأعمال والتجارة والحكومة والتعليم والترفيه وغيرها من مجالات الحياة اليومية في معظم البلدان.
يعمل البريد الإلكتروني عبر شبكات الحاسوب، وخاصة الإنترنت، وكذلك الشبكات المحلية. تعتمد أنظمة البريد الإلكتروني اليوم على نموذج التخزين والتوجيه. تقبل خوادم البريد الإلكتروني الرسائل وتوجهها وتسلمها وتخزنها. لا يطلب من المستخدمين أو أجهزة الكمبيوتر الخاصة بهم الاتصال بالإنترنت في نفس الوقت؛ يحتاجون إلى الاتصال، عادة بخادم بريد أو واجهة بريد ويب لإرسال أو استقبال الرسائل أو تنزيلها.
في الأصل كان البريد الإلكتروني عبر الإنترنت وسيلة اتصال نصية فقط بتنسيق ASCII، ثم تم توسيعه بواسطة ملحقات البريد الإلكتروني متعدد الأغراض (MIME) لحمل النص في مجموعات أحرف أخرى ومرفقات محتوى الوسائط المتعددة. البريد الإلكتروني الدولي، بعناوين بريد إلكتروني دولية باستخدام UTF-8، موحد ولكنه غير معتمد على نطاق واسع.

## بدايات النظام
ظهرت بدايات ما أصبح لاحقا البريد الإلكتروني على شبكة أربانت، سلف الإنترنت التي تعرفها اليوم، وتطوّر في مراحل عديدة كان من بينها أن أرسل راي توملينسون سنة 1971 أوّل رسالة تستخدم الرمز "@" للفصل بين اسم المستخدم وعنوان الحاسوب كما استقر عليه الوضع اليوم. ومع هذا لا يوجد مخترع فرد للبريد الإلكتروني إذ أنه تطوّر في عدة خطوات أسلمت كل منها إلى التالية.

## طريقة عمل البريد الإلكتروني

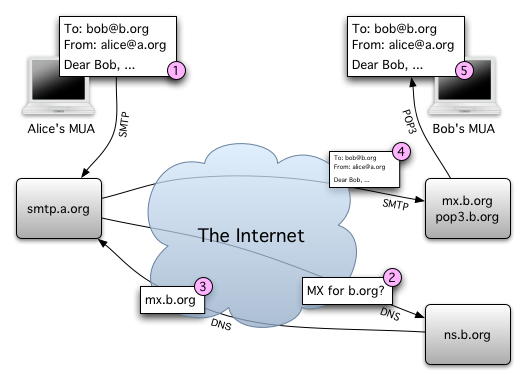

الشكل المقابل يوضح طريقة عمل البريد من خلال خطوات مرقمة، فعندما تريد إرسال رسالة فإنها تحتاح إلى برنامج عميل البريد مثل Microsoft outlook وتضع عنوان المستقبل وبعد أن تضغط زر إرسال يقوم برنامج العميل بتنسيق الرسالة على هيكل بريد إلكتروني ويكون على صيغة معينة وبعدها يقوم البرنامج بإرسال الرسالة بواسطة بروتوكول (بروتوكول إرسال البريد البسيط) إلى عميل الإرسال (خادم الرسائل (MTA وهو هنا smtp.a.org
1. وهو يبحث عن العنوان b.org فيقوم بمراسلة سيرفر ns.b.org
2. يقوم الخادم ns.b.org بإرسال عنوان موزع البريد (خادم الرسائل) ويكون غالبا mx.b.org إلى خادم a.org
3. يقوم a.org بإرسال الرسالة إلى mx.b.org بواسطة بروتوكول SMTP
4. يقوم mx.b.org بوضع الرسالة في صندوق Pop
5. يقوم بوب بجلب الرسالة بواسطة النظام (POP3 (بروتوكول مكتب البريد من صندوق بريده.

## مميزات البريد الإلكتروني
1. إمكانية إرسال رسالة إلى عدة متلقين.
2. إرسال رسالة تتضمن نصا صوتيا أو فيديو والصور والخرائط.
3. السرعة في إرسال الرسائل حيث لا تستغرق إرسال الرسالة بضع ثوانٍ فقط لكي تصل إلى المرسل إليه وفي حال عدم وصول الرسالة فإن البرنامج يحيط المرسل علما بذلك.
4. يمكن للمستخدم أن يستخرج الرسائل من صندوق البريد عن طريق برنامج البريد الذي يمكن المستخدم من مشاهدة الرسائل وبناء على رغبته إذا شاء أن يرسل جوابا لأي منها وعندما يبدأ طلب بريد الإلكتروني يتم إخبار المستعمل بوجود رسائل بالانتظار في صندوق البريد عن طريق عرض سطر واحد لكل رسالة بالبريد الإلكتروني قد وصلت السطر يعطي اسم المرسل ووقت وصول الرسالة وطول الرسالة في القائمة.
5. يمكن للمستخدم أن يختار رسالة من الموجز ونظام البريد الإلكتروني يعرض محتوياتها وبعد مشاهدة الرسالة على المستخدم أن يختار العملية التي يرغب فيها فإما أن يرد على المرسل أو يترك الرسالة في صندوق البريد لمشاهدتها ثانية عند الحاجة أو يحتفظ بنسخة عن الرسالة في ملف أو التخلص من الرسالة بإلغائها.

## أمثلة لخدمات البريد الإلكتروني على الويب
- زمبرا
- بريد غوغل (جيميل)
- بريد ياهو!
- ويندوز لايف هوتميل
- بريد ياندكس

## التعامل مع البريد الإلكتروني
غالباً مايكون التعامل معه من خلال صفحة البريد الإلكتروني للجهة التي تقدم خدمة البريد الإلكتروني على الشبكة العنكبوتية لإرسال واستقبال الرسائل، ويمكن استخدام برامج خاصة لإرسال واستقبال الرسائل مثل :
- برنامج أوت لوك (OutLook).
- برنامج أوت لوك إكسبريس (OutLook Express).
- برنامج إيودورا (Eudora).
- برنامج ميل (Mail) بالنسبة لأجهزة الماك.
- برنامج ثندربرد.

## أمن البريد الإلكتروني
أمن البريد الإلكتروني هو الوسيلة الأساسية لقطاع الأعمال والاتصالات، يزداد استخدامه يوما بعد يوم. يستخدم لنقل الرسائل النصية ونقل المستندات وقواعد البيانات، وبما أن عملية نقل البيانات عملية حساسة جدا فسلامة هذه البيانات هي موضع تساؤل، وهذا يمثل مشكلة؛ فالباب مفتوح على تفاصيل العقود بين الشركات المتنافسة، والأسوء من ذلك أن هناك قدرات لتزوير البريد الإلكتروني، وهناك عدد من الاعتداءات مبلغ عنها من هذا القبيل.